# Le Devoir et l'Honneur
Pour les articles homonymes, voir Le Devoir (homonymie).
Le Devoir et l'Honneur est un film français muet réalisé par Henri Andréani et sorti en 1911.

## Fiche technique
- Titre : Le Devoir et l'honneur
- Réalisation : Henri Andréani
- Scénario : Henri Andréani
- Société de production : Pathé Frères
- Société de distribution : Pathé Frères
- Format : Noir et blanc  - 35 mm - 1,33:1  - Muet
- Métrage : 240 m
- Genre: Mélodrame
- Dates de sortie : France : 29 novembre 1911

## Distribution
- René Alexandre : le docteur Pierre de Marsan
- Henri Andréani : André Vassel